# Французско-центральноафриканские отношения
Французско-центральноафриканские отношения — двусторонние дипломатические отношения между Францией и Центральноафриканской Республикой (ЦАР).

## История

### Французский колониализм

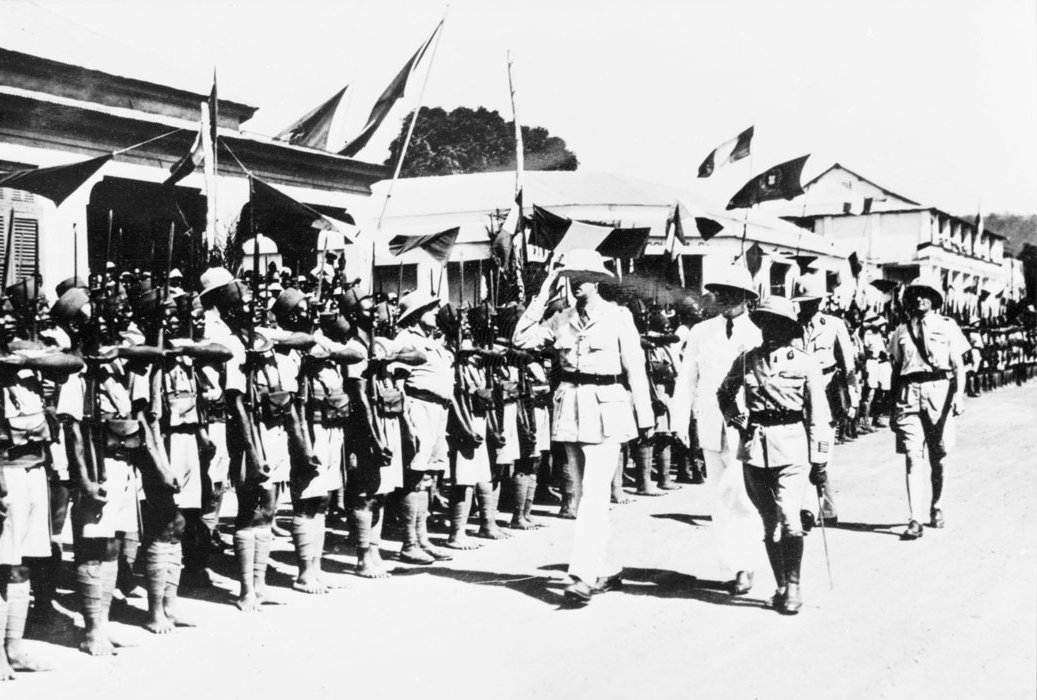
Генерал Шарль де Голль в Банги, 1940 год

В 1880-х годах во время колониального раздела Африки Бельгия, Германская империя и Франция противостояли друг другу, стремясь контролировать территорию к северу от реки Убанги. В 1903 году Франция назвала свою новую колонию Убанги-Шари, а в 1910 году Франция объединила эту территорию вместе с четырьмя другими колониями (Французское Конго, Габон, Чад и Французский Камерун) в одно колониальное владение под названием Французская Экваториальная Африка. Правительство Франции сдало в аренду европейским компаниям большие участки земли, а также принудило местное население собирать дикий каучук, охотиться на животных с целью добычи шкур и слоновой кости, работать на плантациях.
В начале XX века местные жители Центральной Африки подняли восстание против французской колониальной администрации, которое продолжалось с 1928 по 1931 год и окончилось поражением мятежников.
Во время Второй мировой войны центральноафриканские солдаты входили в состав колониальных войск Франции (фр. Troupes coloniales), выступали за Свободную Францию и участвовали в освобождении Парижа. В октябре 1940 года генерал Шарль де Голль прибыл в Банги, где провёл переговоры с губернатором Пьером Мари де Сен-Мартом и осмотрел войска.

### Обретение независимости
Вскоре после окончания Второй мировой войны Франция приняла новую конституцию в 1946 году и предоставила полное французское гражданство жителям Убанги-Шари, а также позволила создавать местные ассамблеи в рамках нового Французского Союза. В декабре 1958 года бывший католический священник Бартелеми Боганда стал главой правительства территории Убанги-Шари. В марте 1959 года Бартелеми Боганда погиб в авиакатастрофе, должность занял его двоюродный брат Давид Дако. 13 августа 1960 года Убанги-Шари обрела независимость от Франции и сменила название на Центральноафриканскую Республику (ЦАР), а Давид Дако стал первым президентом страны.

### После независимости

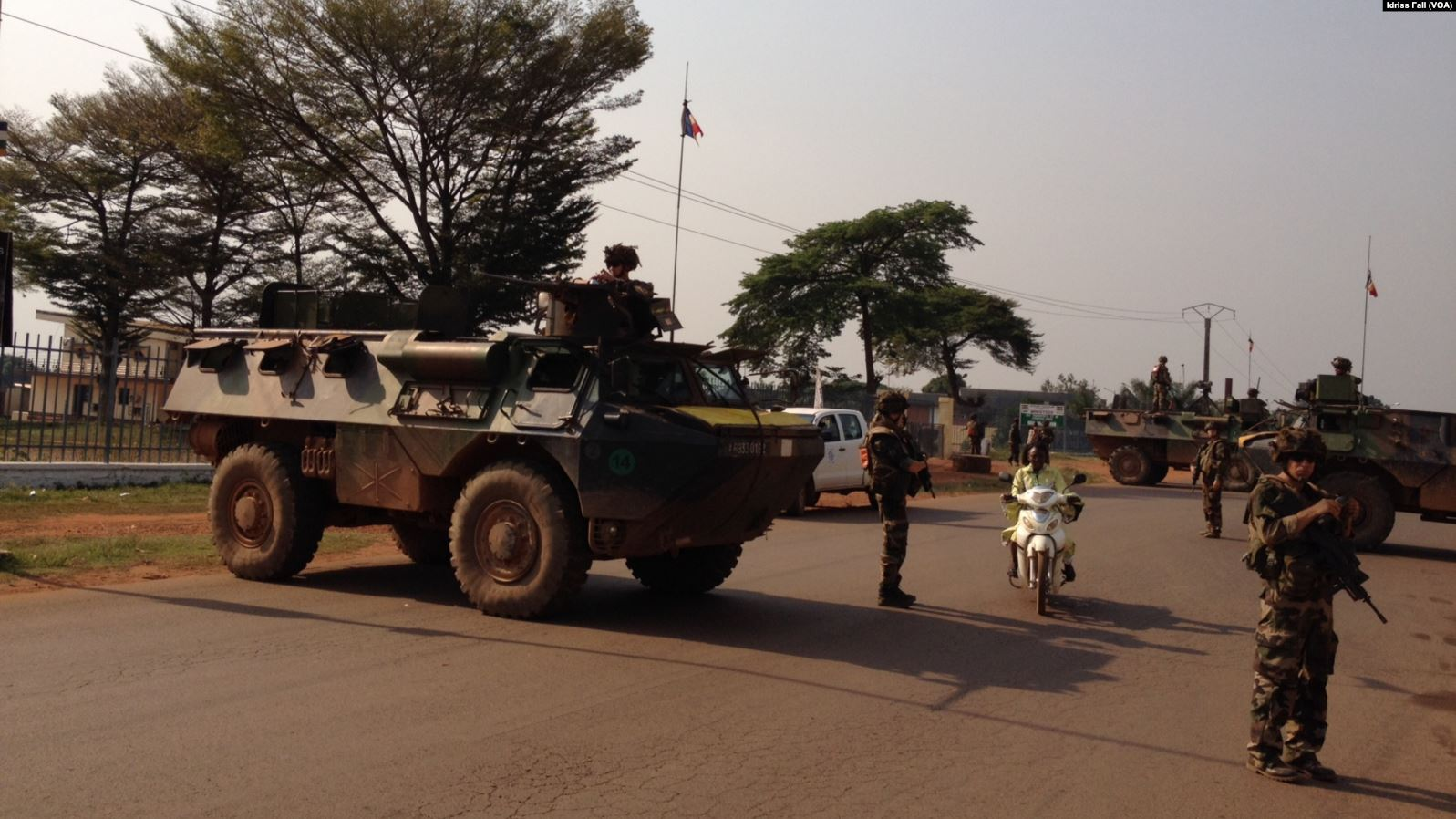
Французские солдаты в ЦАР, 2014 год

В декабре 1965 года был организован государственный переворот (при содействии Франции) против президента Давида Дако, получивший название путч дня Святого Сильвестра, а командующий армией Жан-Бедель Бокасса объявил себя президентом ЦАР. В 1975 году президент Франции Валери Жискар д’Эстен принял участие во франко-африканском саммите, состоявшемся в Банги. Президент Валери Жискар д’Эстен несколько раз посещал ЦАР и участвовал в сафари вместе с Жан-Беделем Бокассой. В декабре 1976 года президент ЦАР Жан-Бедель Бокасса объявил себя императором Центральноафриканской империи, стоимость его коронации составила сумму около 20 млн долларов США, что было эквивалентно ВВП страны за весь год. Правительство Франции тоже внесло свой денежный вклад в коронацию императора. В 1979 году из-за разгула репрессий, нарушений прав человека и утверждений о каннибализме в ЦАР Франция осуществила военную операцию «Барракуда» и сместила с должности императора Жан-Беделя Бокассу, когда он находился с официальным визитом в Ливии. Давид Дако был восстановлен в должности президента ЦАР, а Жан-Беделю Бокассе позже было предложено убежище во Франции. В октябре 1979 года французская газета «Канар аншене» опубликовала статью, в которой говорилось, что президент Валери Жискар д’Эстен в 1973 году, будучи ещё министром финансов Франции, принял от Жан-Беделя Бокассы два бриллианта. Скандал получил известность как «Бриллиантовое дело» (фр. Affaire des diamants).
В течение следующих 19 лет Франция продолжила осуществлять вмешательства во внутреннюю политику ЦАР, поддерживая и снимая с постов президентов этой страны. В 1997 году президент ЦАР Анж-Феликс Патассе организовал переговоры по подписанию Бангийских соглашений, чтобы положить конец конфликту 1990-х годов между правительством и повстанческими силами. В результате Бангийских соглашений Франция закрыла свою военную базу в Буаре в 1998 году.
В марте 2009 года французские войска были переброшены в Банги после сообщений о том, что мятежники готовятся захватить столицу, чтобы свергнуть президента Франсуа Бозизе. В 2012 году в Центральноафриканской Республике разразилась гражданская война, а в 2013 году повстанцы Селека свергли президента Франсуа Бозизе и следующим президентом стал Мишель Джотодия. После свержения Франсуа Бозизе повстанцы Антибалака не признали нового лидера и начали борьбу против нового правительства. Преимущественно мусульманская Селека столкнулась с преимущественно христианской Антибалакой, что привело к преследованию граждан на религиозной почве и к появлению беженцев из ЦАР в соседних странах. В результате религиозного и этнического конфликта в ЦАР Франция перебросила в страну 1000 военнослужащих и бронетехнику для установления мира, организовав проведение операции «Сангарис». В декабре 2013 года президент Франции Франсуа Олланд посетил французские войска в ЦАР, которые выполняли свою миссию в стране до 2016 года. В мае 2016 года президент Франсуа Олланд вновь посетил ЦАР, чтобы проконтролировать вывод французских войск из страны (который завершился в октябре 2016 года), а также провёл переговоры с избранным президентом Фостен-Арканжем Туадером.

## Оказание помощи
В 2014 году Франция выделила 170 млн евро в качестве финансовой помощи ЦАР. Эти денежные средства пошли в качестве гуманитарной помощи, для поддержки избирательного процесса и преодоления кризиса, а также установления демократического строя в стране. 17 ноября 2016 года на конференции доноров в Брюсселе Франция объявила о том, что предоставит помощь в размере 85 млн евро в течение трех лет для ЦАР, в том числе 15 млн евро пойдёт в фонд «Беку».

## Торговля
В 2016 году товарооборот между странами составил сумму 50 млн долларов США. Французские интернациональные компании, такие как Air France и Orange, представлены в ЦАР.

## Дипломатические представительства
- Центральноафриканская Республика имеет посольство в Париже[16].
- У Франции есть посольство в Банги[17].